# NGC 944
NGC 944 is een spiraalvormig sterrenstelsel in het sterrenbeeld Walvis. Het hemelobject werd in 1886 ontdekt door de Amerikaanse astronoom Francis Preserved Leavenworth.

## Synoniemen
- IC 228
- PGC 9300
- MCG -3-7-16
- IRAS02242-1444